# Luberta Johnson

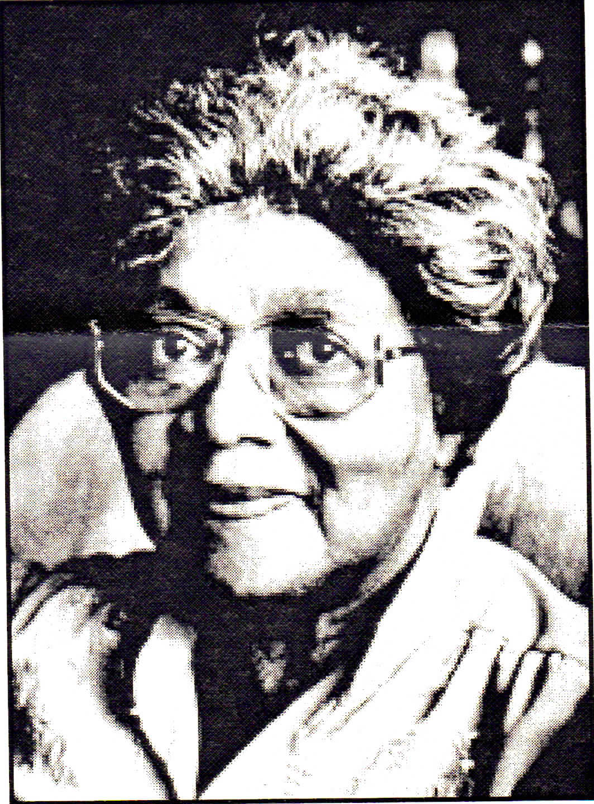
Luberta Johnson

Lubertha Miller Johnson (22 de julho de 1906 - 6 de janeiro de 1996) foi uma enfermeira americana, ativista dos direitos civis e ativista antipobreza do estado americano de Nevada. O prémio anual Lubertha Johnson da Associação Americana de Mulheres Universitárias é nomeado em sua homenagem.